# Erich Goeritz

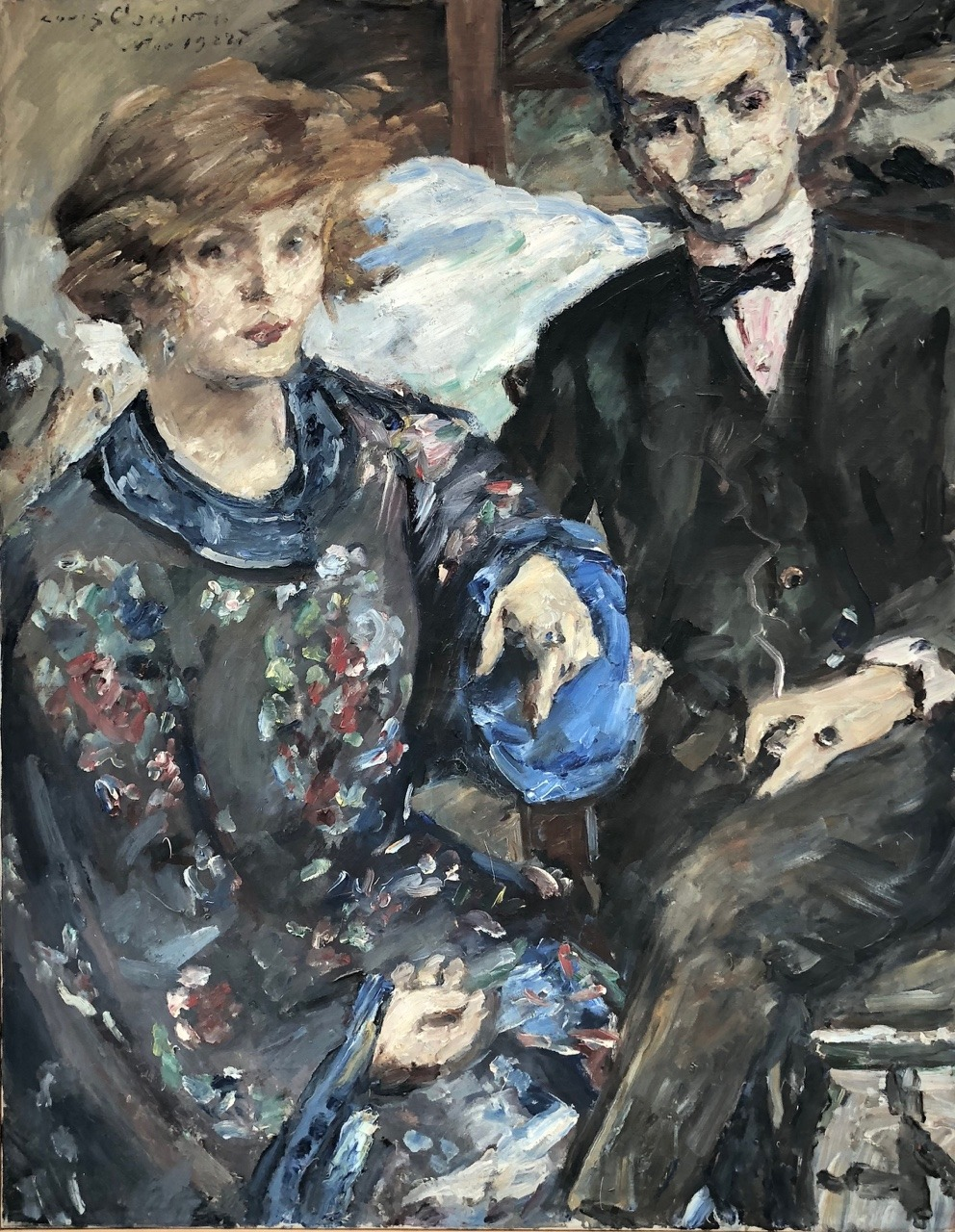
Lovis Corinth: Bildnis Herr und Frau Goeritz, 1922

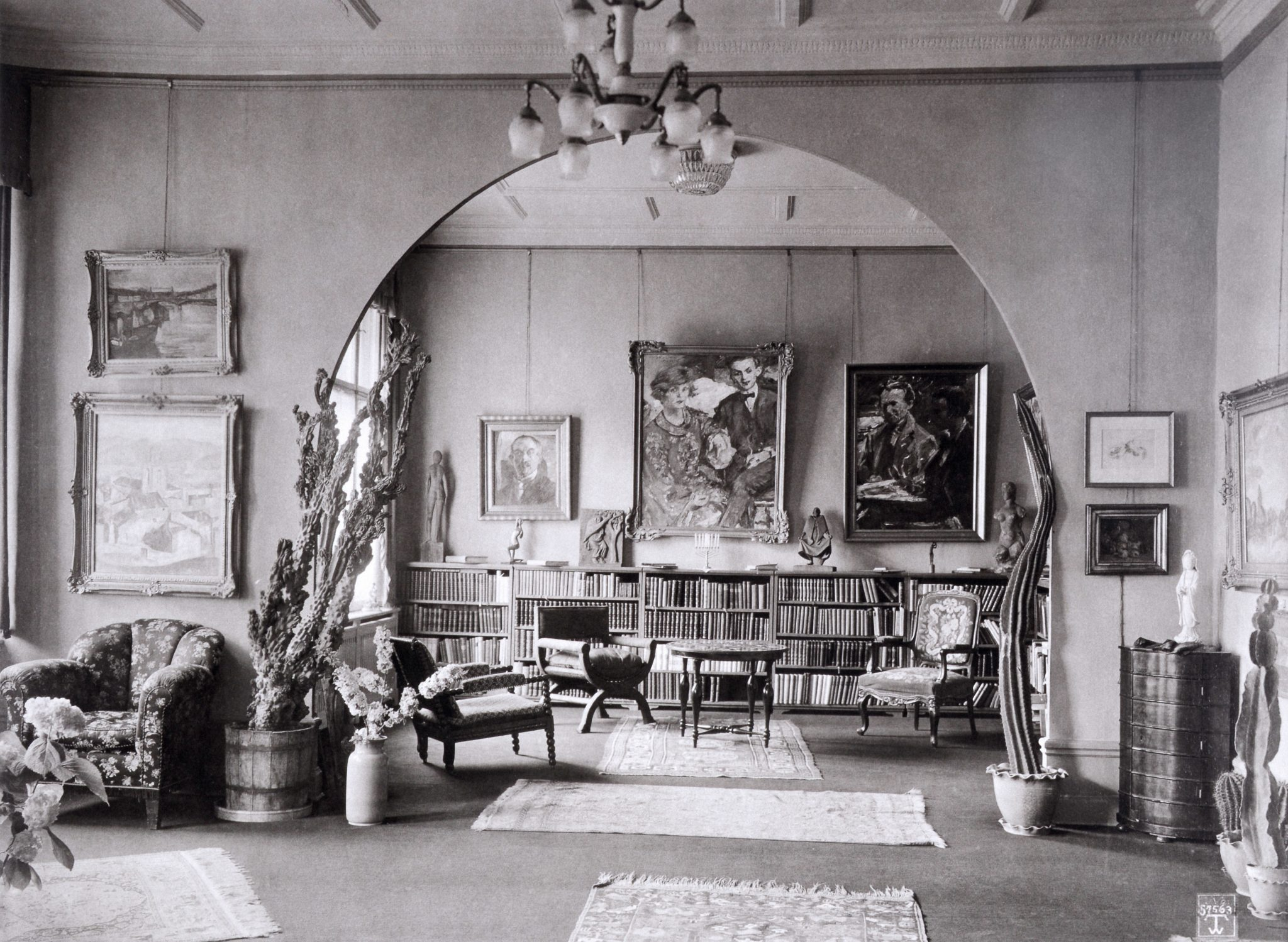
Waldemar Titzenthaler: Wohnzimmer Goeritz, 1922

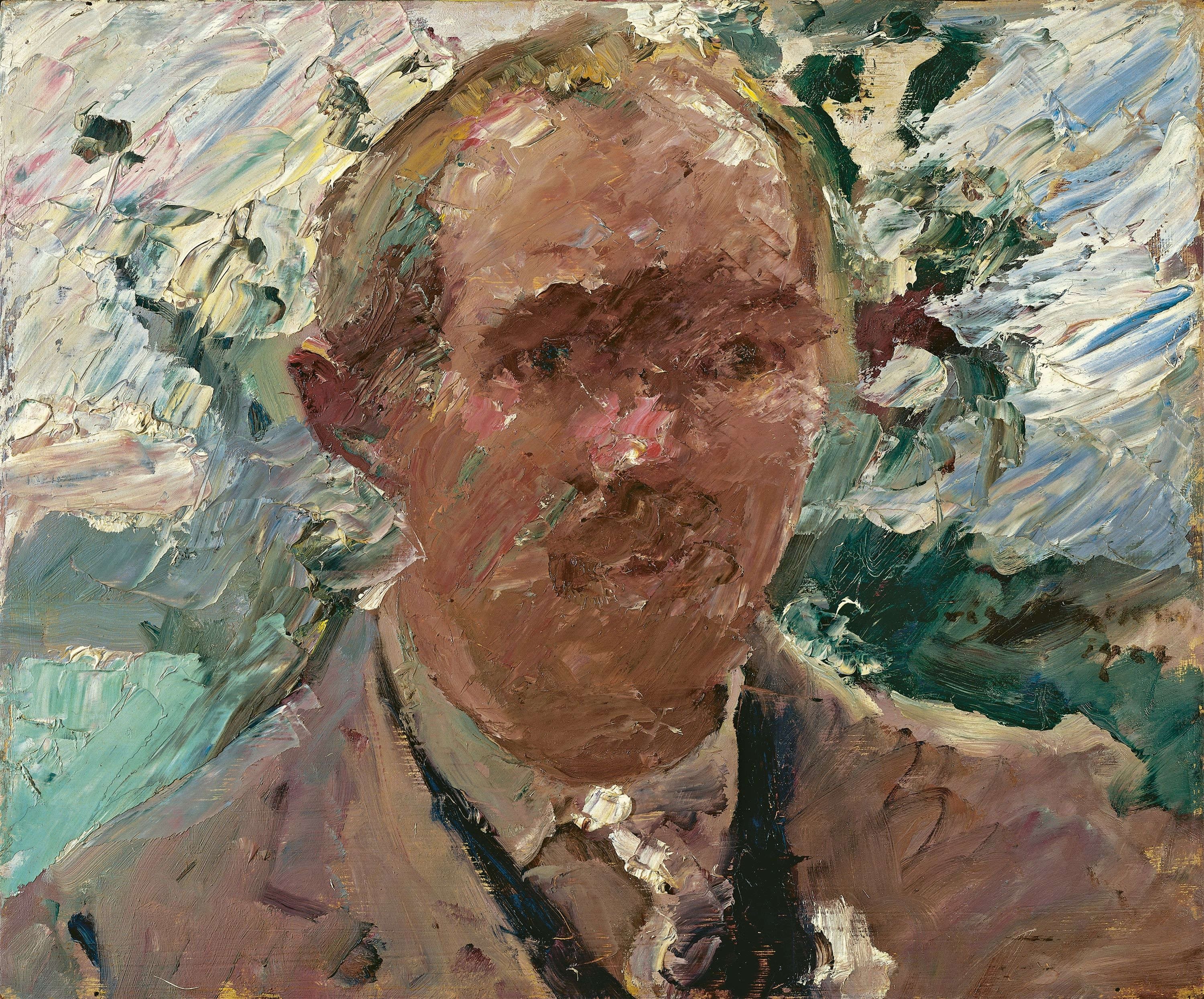
Lovis Corinth: Selbstporträt am Walchensee, 1922, Privatsammlung

Erich Joseph Goeritz (* 21. Februar 1889 in Chemnitz; † 1955 in London) war ein deutsch-britischer Unternehmer in der Textilindustrie sowie Kunstsammler und Mäzen.

## Leben
Erich Goeritz kam 1889 als Sohn von Siegmund und Telma Goeritz in Chemnitz zur Welt. 1900 wurde der Bruder Karl geboren. Die Familie gehörte zur jüdischen Gemeinde der Stadt. Erich Goeritz war dort Mitbegründer einer zionistischen Jugendgruppe. Der Vater leitete das von ihm selbst gegründete Textilunternehmen Sigmund Goeritz, das 1920 in eine Aktiengesellschaft umgewandelt wurde. Nach Erwerb eines konkurrierenden Unternehmens und Ausbau der Chemnitzer Fabrik war das Unternehmen gegen Ende der 1920er Jahre bei einem Aktienkapital von 1,2 Millionen Reichsmark einer der Marktführer für hochwertige Wirkwaren und Trikotagen.
Seine berufliche Karriere begann Erich Goeritz mit einer kaufmännischen Lehre in einem Breslauer Unternehmen, bevor der Vater ihn 1914 in sein Unternehmen holte. Sigmund Goeritz ging 1916 in den Ruhestand, sein Sohn Erich übernahm die Leitung des Unternehmens, der elf Jahre jüngere Bruder Karl wurde später zweites Mitglied des Vorstands. 1918 heirate Erich Goeritz die aus München stammende Senta Steinberger. Noch im selben Jahr kam der Sohn Thomas zur Welt, 1920 wurde der Sohn Andreas geboren. Nach dem Tod von Sigmund Goeritz zog Erich Goeritz mit seiner Familie 1921 nach Berlin. Trotz der damit einhergehenden Verlegung des Unternehmenssitzes nach Berlin blieb die Fabrik in Chemnitz zunächst der einzige Produktionsstandort, bis 1925 die Aktienmehrheit der Norddeutsche Tricot-Weberei vorm. Leonhard Sprick & Co. AG mit Sitz in Berlin und Fabrik in Lübben (Spreewald) übernommen wurde. Neben der leitenden Tätigkeit im Vorstand der Sigmund Goeritz AG war Erich Goeritz auch Mitglied des Aufsichtsrats der Gebr. Goeritz AG (mit 400.000 Reichsmark Aktienkapital), die ebenfalls in Chemnitz ansässig war und Möbelstoffe produzierte.
Goeritz und seine Frau interessierten sich privat für Musik und Malerei. Teile ihrer Kunstsammlung sind in einer Folge von Fotografien von Waldemar Titzenthaler zu sehen, die 1923 in der Illustrierten Die Dame erschien. Die Fotos entstanden in der die Wohnung der Familie Goeritz an der Berliner Klopstockstraße und zeigen beispielsweise verschiedene Arbeiten von Lovis Corinth. Goeritz gehörte zu den wichtigsten Förderern des älteren Corinth, und zwischen beiden bestand eine freundschaftliche Beziehung. Goeritz besaß mehrere Gemälde des Künstlers, darunter Balkonszene in Bordigha (heute Folkwang Museum, Essen), Blumenkorb mit Amaryllis, Flieder, Rosen und Tulpen (Privatsammlung), Selbstporträt am Walchensee (Privatsammlung), Bildnis des Geigers Andreas Weißgerber (Kunstforum Ostdeutsche Galerie, Regensburg) und Nana, weiblicher Akt (Saint Louis Art Museum). Darüber hinaus erteilte Goeritz bei Corinth zwei Porträtaufträge: 1921 entstand das Doppelbildnis Die Kunstfreunde (Kunstforum Ostdeutsche Galerie, Regensburg), in dem neben Goeritz der Sammler David Leder zu sehen ist; 1922 malte Corinth das Bildnis Herr und Frau Goeritz (Privatsammlung). Darüber hinaus besaß Goeritz einen großen Bestand an Druckgrafik von Corinth.
Freundschaftliche Beziehungen pflegte Goeritz auch zu Max Liebermann, der das Gemälde Porträt Senta Goeritz (Tel Aviv Museum of Art) schuf. Der Bildhauer Edwin Scharff fertigte von Goeritz eine Bronzebüste an, die 1928 in einer Ausstellung im Berliner Kronprinzenpalais zu sehen war. Der Autor Michael Brenner zählt Goeritz zu den bedeutendsten Kunstsammlern der Weimarer Republik. So fanden sich in der Sammlung Goeritz Werke von Künstlern wie Oskar Kokoschka, Ernst Barlach, Erich Heckel, Karl Schmidt-Rottluff, Conrad Felixmüller, Alexander Archipenko und Jakob Steinhardt. Darüber hinaus besaß er eine Reihe von Werken des französischen Impressionismus und Spätimpressionismus. Hierzu zählten Gemälde von Édouard Manet, wie das Bildnis Jules de Jouy (National Museum Cardiff) und Bar in den Folies Bergère (Courtauld Institute of Art, London) und zwei Gemälde von Claude Monet, die den Dogenpalast aus verschiedenen Blickwinkeln zeigen (beide Privatsammlung). Zudem gehörte das Gemälde Vue sur L’Estaque et le Château d’If (Privatsammlung) von Paul Cézanne zur Sammlung Goeritz.
Wiederholt trat Goeritz als großzügiger Mäzen in Erscheinung. 1922 schenkte er den Kunstsammlungen Chemnitz das Porträt des Sohnes Thomas von Lovis Corinth. Das Bild wurde 1937 als so genannte „Entartete Kunst“ aus dem Museum entfernt und befindet sich heute in der Sammlung der Berliner Nationalgalerie. Die Kunstsammlungen Chemnitz erhielten 1925 von Goeritz zudem etwa 1.000 Lithografien von Honoré Daumier. Nach der Machtübernahme durch die Nationalsozialisten 1933 erkannte Goeritz früh die sich daraus ergebene Gefahr für seine Familie und seinen Besitz. Im September 1933 überließ er dem im Jahr zuvor gegründeten Tel Aviv Museum of Art Teile seiner Kunstsammlung, darunter Skulpturen von Renée Sintenis, Ernst Barlach, Wilhelm Lehmbruck, Gemälde von Max Liebermann und Jakob Steinhardt, eine Bronze von Edgar Degas und grafische Arbeiten von Lovis Corinth. Hinzu kamen 30 Werke von Alexander Archipenko.
Erich Goeritz emigrierte mit seiner Frau und den beiden Söhnen 1934 über Luxemburg ins Vereinigte Königreich. Er ließ sich in London nieder und war dort ebenfalls in der Textilbranche tätig. Später erhielt er die britische Staatsbürgerschaft. 1936 schenkte er der Londoner Tate Gallery das Gemälde Versuchung des heiligen Antonius von Lovis Corinth. Dem British Museum gab er 1942 sieben Mappen mit Druckgrafik von Lovis Corinth und zwei Bauhaus-Mappen mit Lithografien von Oskar Kokoschka. Letztere illustrieren die Kantate O Ewigkeit, du Donnerwort BWV 60 von Johann Sebastian Bach. Während Erich Goeritz und seine Familie den Zweiten Weltkrieg überlebten, kamen sein Bruder und dessen Kinder 1939 beim Untergang des niederländischen Schiffs Simon Bolivar vor der englischen Küste ums Leben. Erich Goeritz erwarb auch nach dem Krieg vereinzelt Kunstwerke. So konnte er Anfang der 1950er Jahre in New York City von Charlotte Berend-Corinth das Gemälde ihres Mannes Hymnus an Michelangelo (Leihgabe in der Städtischen Galerie im Lenbachhaus, München) erwerben. Erich Goeritz starb 1955 in London.